# 清水咲子
清水 咲子（しみず さきこ、1992年4月20日 - ）は、栃木県大田原市（旧湯津上村）出身の女子元競泳選手。水泳指導者。専門種目は個人メドレー。ミキハウスに所属していた。

## 人物
- 湯津上村立湯津上中学校、作新学院高等学校、日本体育大学卒業[3]。日本体育大学大学院在学中。
- 中学1年生から高校3年生までみゆきがはらSSに所属しており、萩野公介や森洋介などと練習していた。2015年にミキハウス入社。
- 専門種目は個人メドレー、中でもバタフライと平泳ぎが得意。
- 2014年に400ｍ個人メドレーで日本選手権初優勝を果たす。同年アジア大会、パンパシフィック選手権に出場。
- 2016年のコナミオープンにおいて、400ｍ個人メドレーで4分35秒04という自身初の日本新記録を樹立し優勝。
- 2016年の日本選手権において、400ｍ個人メドレーで2位に入賞し、初のオリンピック代表入りを果たす。
- 2016年のリオデジャネイロオリンピックにおいて、400ｍ個人メドレー予選で4分34秒66をマークし日本新記録を樹立。決勝では4分38秒06で泳ぎ8位入賞。
- 2016年12月4日、とちぎ未来大使に任命された。
- 2015年、2017年世界選手権出場。
- 2020年のISL国際リーグでは200ｍ平泳ぎ、200ｍバタフライ、400ｍ個人メドレーなど過酷な種目に多数出場し、上位入賞を連発する得点ゲッターとなる。
- 2021年の日本選手権兼五輪代表選考会において、400ｍ個人メドレーに出場。五輪派遣標準記録を突破する4分38秒11を記録するも、後続の谷川亜華葉にラスト5ｍで逆転され3位となり、代表落選。1位は大橋悠依。200ｍ平泳ぎは5位。同年4月20日、自身のインスタグラムで引退を宣言。長く国際代表として活躍した水泳人生に幕を閉じた。
- 2021年6月30日付で、所属していたミキハウスを退社。翌7月1日に北島康介が社長を務めるマネジメント会社IMPRINTを契約[4]。
- 2022年4月から母校日本体育大学水泳部の競泳ブロック監督に就任[5]そして萩野公介と共に日体大大学院へ進学した。

## 主な戦績
- 2010年　日本選手権　400m個人メドレー　7位
- 2010年　高校総体　400m個人メドレー　優勝／200m個人メドレー　7位
- 2011年　日本選手権　400m個人メドレー　5位
- 2011年　日本学生選手権　200m個人メドレー　8位／400m個人メドレー　4位
- 2011年　国民体育大会　200m個人メドレー　8位
- 2012年　日本選手権　400m個人メドレー　6位
- 2012年　日本学生選手権　200m個人メドレー　5位／400m個人メドレー　2位
- 2012年　国民体育大会　200m個人メドレー　4位
- 2013年　日本選手権　200m個人メドレー　6位／400m個人メドレー　3位
- 2013年　ユニバーシアード　400m個人メドレー　3位／200m個人メドレー　4位
- 2013年　日本学生選手権　200m個人メドレー　優勝／400m個人メドレー　2位
- 2013年　国民体育大会　200m個人メドレー　優勝
- 2013年　東アジア大会　200m個人メドレー　3位／400m個人メドレー　2位
- 2014年　日本選手権　400m個人メドレー　優勝／200m個人メドレー　3位
- 2014年　パンパシフィック選手権　400m個人メドレー　4位
- 2014年　アジア大会　400m個人メドレー　2位
- 2014年　世界短水路選手権　200m個人メドレー　7位／400m個人メドレー　8位
- 2015年　日本選手権　200m個人メドレー　2位／400m個人メドレー　優勝
- 2015年　ジャパンオープン　200mバタフライ　2位／400m個人メドレー　優勝
- 2016年　コナミオープン　200ｍ個人メドレー　優勝／400ｍ個人メドレー　優勝（日本新）
- 2016年　日本選手権　200ｍ平泳ぎ　4位／200ｍ個人メドレー　4位／400ｍ個人メドレー　2位
- 2016年　リオデジャネイロオリンピック　400ｍ個人メドレー　8位
- 2017年　日本選手権　200ｍ平泳ぎ　3位／200ｍ個人メドレー　4位／400ｍ個人メドレー　2位

## 自己ベスト
2017年4月時点

### 長水路
- 200m個人メドレー 2分10秒51（2016年2月21日）
- 400m個人メドレー 4分34秒66（2016年8月6日）=（当時日本記録）
- 100m平泳ぎ 1分09秒84（2016年5月20日）
- 200m平泳ぎ 2分24秒39（2016年4月9日）
- 100mバタフライ 1分00秒86（2016年6月5日）
- 200mバタフライ 2分09秒19（2014年6月21日）

### 短水路
- 200m個人メドレー 2分05秒97（2016年1月24日）=日本記録
- 400m個人メドレー 4分27秒51（2015年12月6日）=日本記録
- 200mバタフライ　2分05秒93（2016年1月24日）